# Бањоло (Виченца)
Бањоло је насеље у Италији у округу Виченца, региону Венето.
Према процени из 2011. у насељу је живело 620 становника. Насеље се налази на надморској висини од 25 м.